# Robby Ramlakhan
Robby Dewnarain Ramlakhan (12 december 1956) is een Surinaams ambtenaar, politicus en diplomaat.

## Biografie
Robby Ramlakhan was van 1982 tot 1985 werkzaam als staflid op de afdeling voor buitenlandse handel van het ministerie van Handel en Industrie en van 1986 tot 1987 studeerde hij diplomatie aan het Braziliaanse Instituut Rio Branco.
Van 1988 tot 1990 was hij staflid op het ministerie van Buitenlandse Zaken. Na de telefooncoup van 24 december 1990 werd hij op 7 januari 1991 beëdigd tot minister van Buitenlandse Zaken in de regering-Kraag/Wijdenbosch. Dit zakenkabinet bleef maar kort aan en na de verkiezingen in mei werd hij in september opgevolgd door Subhas Mungra.
Van 1991 tot 1997 was hij beleidsadviseur en hoofd van de afdeling Amerika op het ministerie van Buitenlandse zaken. Van 1998 tot 2005 was hij gevolmachtigd minister op de ambassade van Suriname in Brazilië en ondertussen van 2000 tot 2003 zaakgelastigde. In 1999 was hij drie maanden gevolmachtigd minister op de ambassade van Suriname in China, na het plotselinge vertrek in 1999 van Henk Herrenberg.
In februari 2006 werd hij aangewezen als Surinaams vertegenwoordiger in de Zuid-Amerikaanse Statengemeenschap. Op het ministerie van Buitenlandse Zaken is hij belast met de coördinatie van de activiteiten die betrekking hebben op de verdere integratie van Suriname in de regio.
Vanaf maart 2006 was hij ambassadeur in algemene dienst. In januari 2011 volgt hij directeur Jane Aarland-Nanhu op als waarnemend directeur van het ministerie van Buitenlandse Zaken.
In 2012 werd hij benoemd tot secretaris-generaal van de Organisatie van de Overeenkomst voor Amazonische Samenwerking (ACTO). Begin jaren 2020 is hij voorzitter van de Nationaal Instituut voor Milieu en Ontwikkeling in Suriname (NIMOS). Hij bleef aan tot en met circa 2016/2018. In 2018 keerde hij terug naar het ministerie.